# 下溫登戰役 (1693年)
下溫登战役（法語：Bataille de Neerwinden），又称兰登战役（英語：Battle of Landen），发生于1693年7月29日，大同盟战争期间。由法國盧森堡公爵率領的法軍與英國國王威廉三世率領的大同盟聯軍對抗。
為了以有利的地位和平結束戰爭，法國國王路易十四決定通過進攻來取得談判優勢。由法蘭德斯的總指揮盧森堡公爵發起進攻，將敵軍困在一個極其危險的位置，令其背對一條河流。大部分戰鬥發生在盟軍右翼，敵軍陣地有堅固的防禦工事，並由大量火砲進行防禦。法軍三度攻打此陣地，最終突破防線，盟軍被迫撤退。

## 註腳
1. ↑  Childs 1991，第233頁.
2. ↑  Van Alphen et al. 2019，第76頁.
3. 1 2  Castex 2012，第347頁.
4. ↑  Bertrand·Fonck. . : 288  [2022-01-27]. ISBN 978-2-7535-4029-3. （原始内容存档于2021-06-29）.
5. 1 2  Castex 2012，第351頁.